# Nepenthes rhombicaulis
Nepenthes rhombicaulis är en tvåhjärtbladig växtart som beskrevs av Sh. Kurata. Nepenthes rhombicaulis ingår i släktet Nepenthes och familjen Nepenthaceae. Inga underarter finns listade i Catalogue of Life.

## Bildgalleri

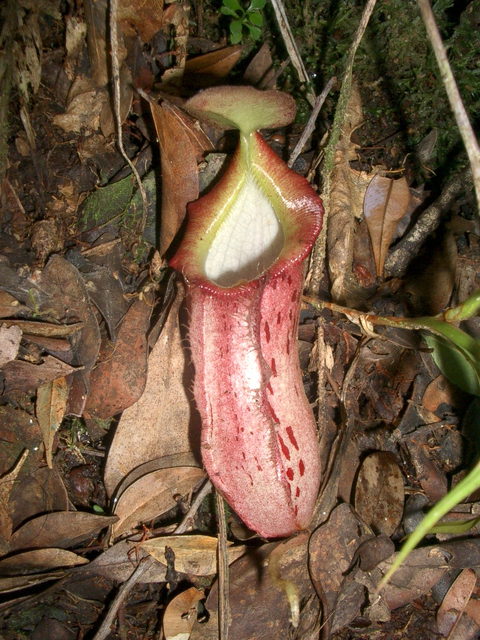
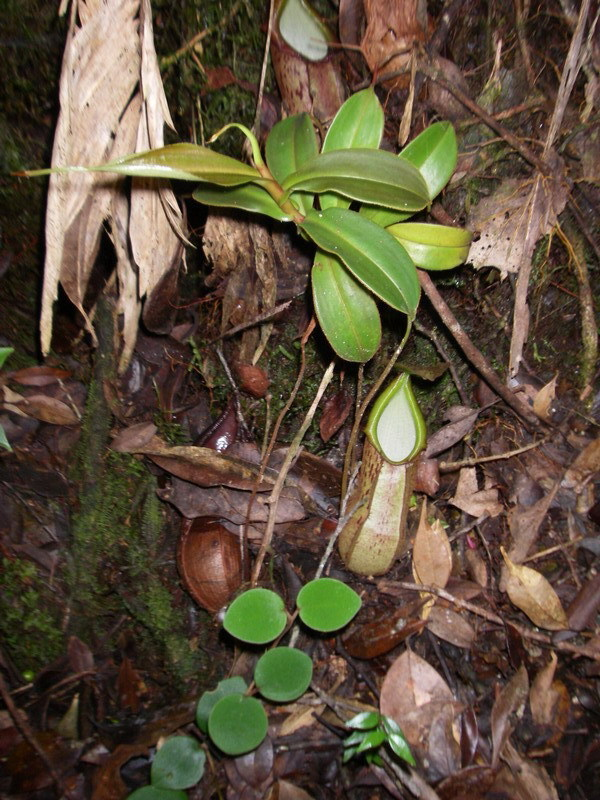
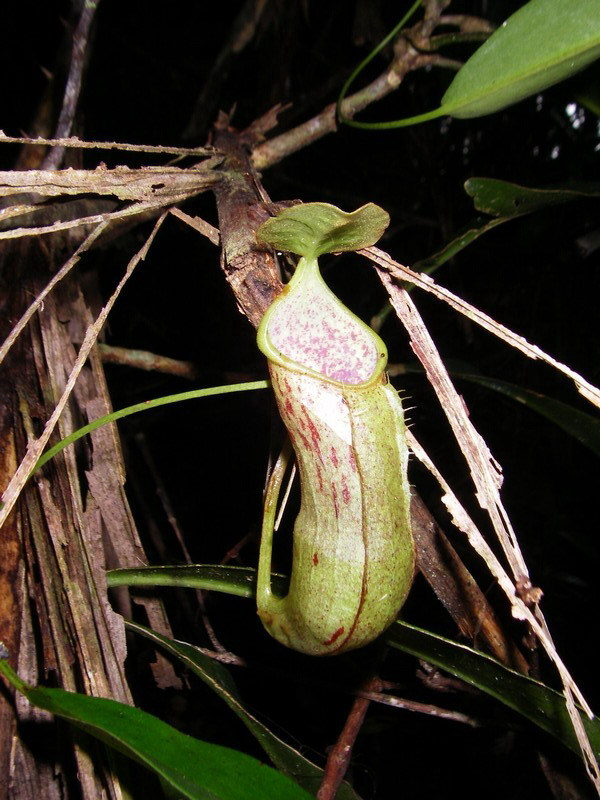
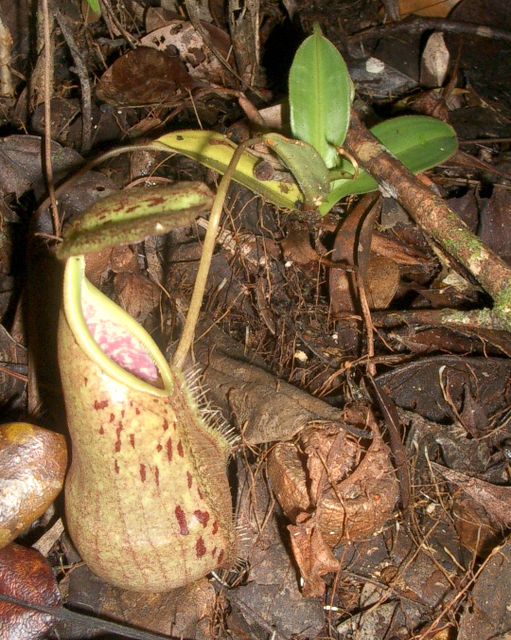
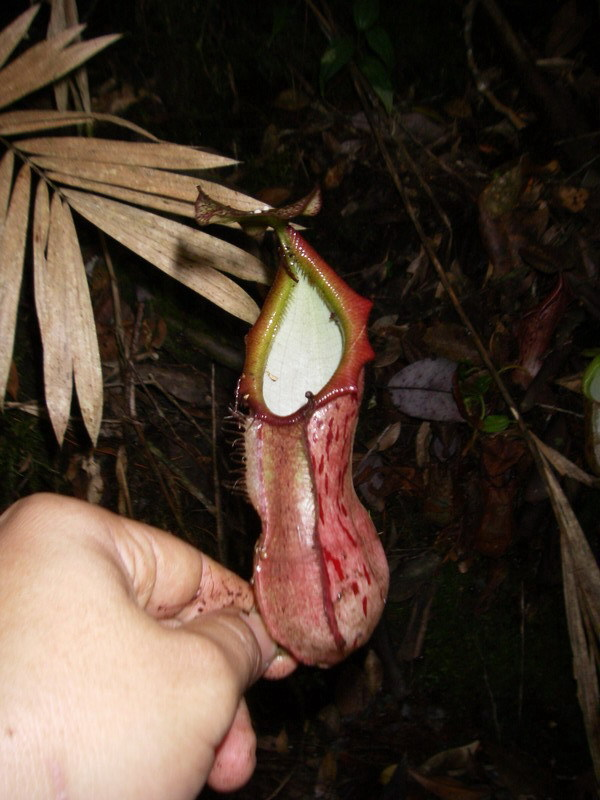
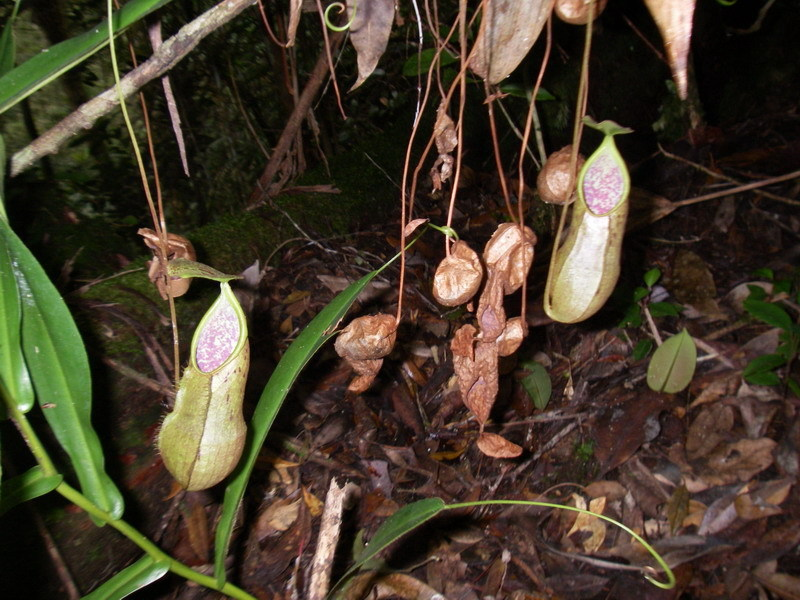